# Ryńsk (Landgemeinde)
Die gmina wiejska Ryńsk (bis 2016: gmina wiejska Wąbrzeźno) ist eine selbständige Landgemeinde in Polen im Powiat Wąbrzeski in der Woiwodschaft Kujawien-Pommern. Sie zählt 8574 Einwohner (31. Dezember 2020) und hat eine Fläche von 200,8 km², die zu 12 % von Wald und zu 75 % von landwirtschaftlicher Fläche eingenommen wird. Verwaltungssitz der Landgemeinde ist die Stadt Wąbrzeźno [vɔmˈbʒɛʑnɔ] (deutsch Briesen), die ihr selbst nicht angehört. Namensgebend ist seit 2017 das Dorf Ryńsk (Rheinsberg).

## Geographie
Das Gemeindegebiet umfasst die Stadt Wąbrzeźno vollständig.

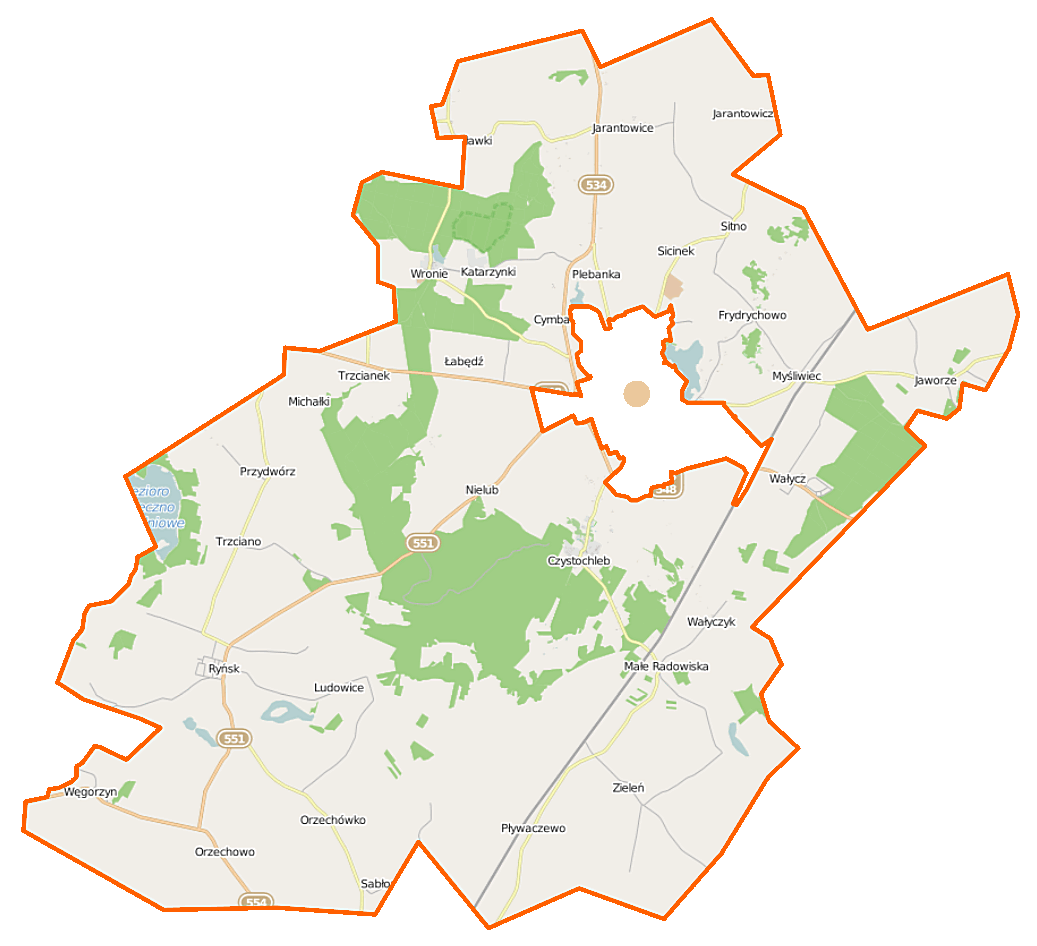
Karte der Gemeinde

## Gemeindegliederung
Die Landgemeinde umfasst 21 Ortschaften mit Schulzenamt und 21 weitere Ortschaften.
| Polnischer Name | Deutscher Name (bis 1920 und 1939–1945)   |
| --------------- | ----------------------------------------- |
| Cymbark         | Cymberg (1942–1945 Segensberg)            |
| Czystochleb     | Schönbrod (bis 1905 Czystochleb)          |
| Frydrychowo     | Friedrichsdorf                            |
| Jarantowice     | Arnoldsdorf (bis 1874 Jerrentowitz)       |
| Jarantowiczki   | Klein Arnoldsdorf                         |
| Jaworze         | Mittwalde (bis 1900 Jaworke-Josephsdorf)  |
| Katarzynki      | Katrinchen (bis 1907 Katarzinken)         |
| Łabędź          | Labenz (1942–1945 Labens)                 |
| Ludowice        | Ludowitz                                  |
| Małe Radowiska  | Rehfelde (bis 1904 Klein Radowisk)        |
| Michałki        | Michalken (1942–1945 Micheln)             |
| Myśliwiec       | Mischlewitz (1942–1945 Michelsfeld)       |
| Nielub          | Nielub (1942–1945 Nielshuben)             |
| Orzechówko      | Nußdorf (bis 1901 Orzechowko)             |
| Orzechowo       | Groß Orsichau (1942–1945 Nußfeld)         |
| Plebanka        | Plebanka                                  |
| Pływaczewo      | Plywaczewo (1942–1945 Plüschau)           |
| Przydwórz       | Schönfließ                                |
| Rozgard         | Königlich Roßgarth                        |
| Ryńsk           | Rheinsberg (bis 1902 Rynsk)               |
| Sitno           | Sitno (1942–1945 Sitten)                  |
| Stanisławki     | Bergwalde (bis 1903 Stanislawken)         |
| Trzcianek       | Landen (bis 1866 Trzianek)                |
| Trzciano        | Trzianno (1942–1945 Tanden)               |
| Wałycz          | Groß Wallitsch (1942–1945 Wallisch)       |
| Wałyczyk        | Klein Wallitsch (1942–1945 Kleinwallisch) |
| Węgorzyn        | Wangerin (bis 1868 Wengorzyn)             |
| Wronie          | Fronau (bis 1866 Wronie)                  |
| Zieleń          | Zielen (1942–1945 Zelen)                  |

Weitere Ortschaften sind: Bugeria • Buk • Frydrychowo • Jarantowiczki • Katarzynki, Michałki • Młynik • Nielub • Orzechowo-Majątek • Pigża • Plebanka • Prochy • Rozgard • Seperanka • Seperunki • Sicinek • Sosnówka • Wronie (Dorf) • Wronie (Waldsiedlung) • Zaradowiska und Zieleńskie Góry.
Auf dem Gebiet der Landgemeinde lag der ehemalige Ort Mühlental ((Lage)). Er wurde 1846 unter anderem aus der Krupkamühle gebildet, hatte 1865 25 Einwohner und ist nach 1900 in anderen Orten aufgegangen.

## Persönlichkeiten (Auswahl)
- Theophil Rzepnikowski (1843–1922), deutscher Politiker, Mitglied des Reichstages.